# Konstantinos Kanaris
Konstantinos Kanaris (grekiska: Κωνσταντίνος Κανάρης), född 1793 eller 1795 på ön Psara, död den 2 september 1877 i Aten, var en grekisk amiral och politiker.

## Biografi

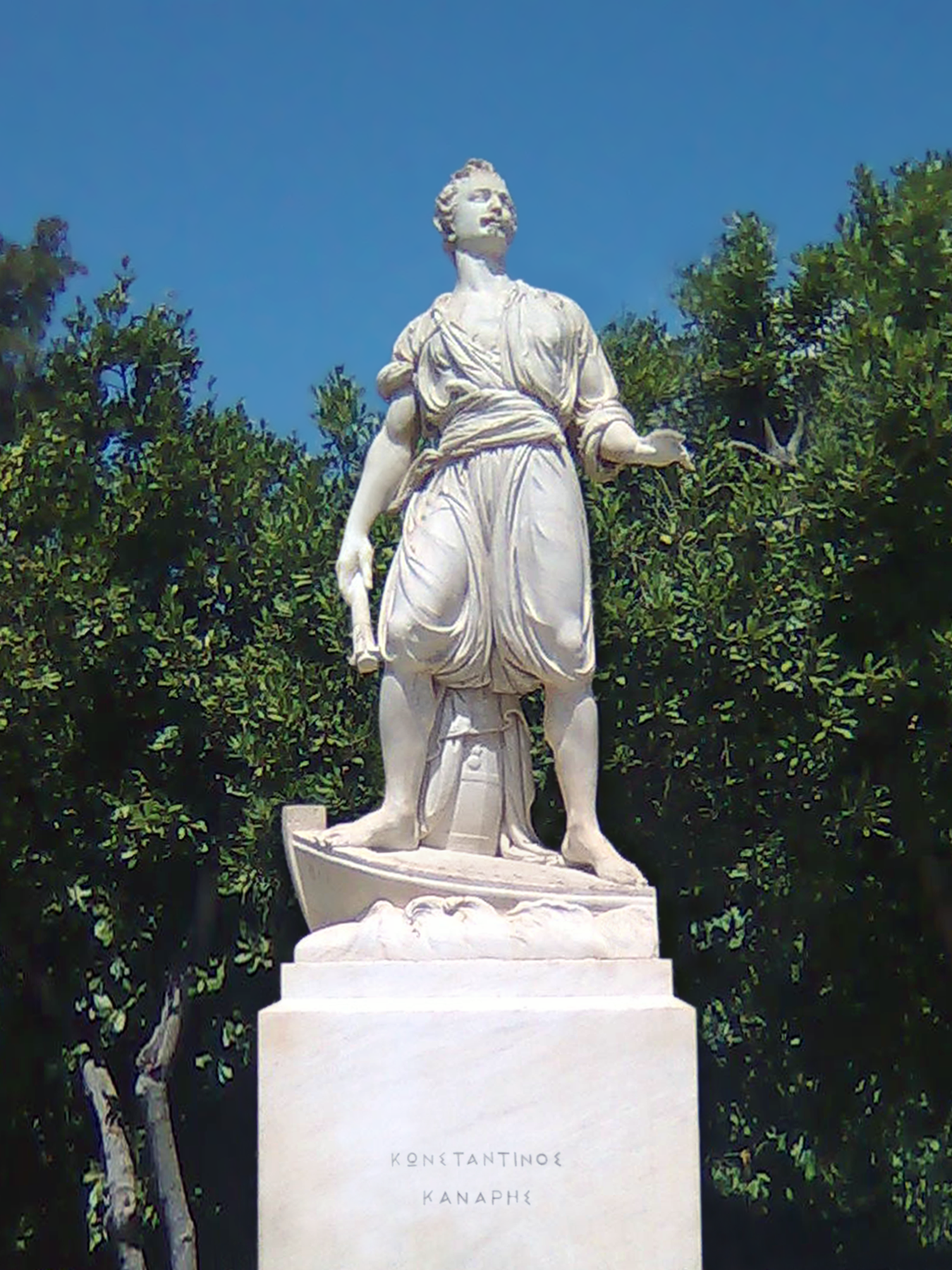
Monument över Konstantinos Kanaris i Aten.

Kanaris föddes på ön Psara. Hans verkliga födelsetid är inte känd, men moderna grekiska historiker anser att 1793 är mest sannolikt. Han blev föräldralös i unga år och för sin försörjning blev han sjöman som de flesta medlemmarna av hans familj sedan början av 1700-talet.

### Militär karriär
Kanaris fick sin berömmelse under det grekiska frihetskriget 1821–29. I början av 1821 hade han fått tillräckligt stöd för att genomföra en revolution och bildade en egen flotta med de berömda sjömännen från Psara, som var kända för sina framgångar i sjöstrider mot pirater och deras välutrustade fartyg. Kanaris utmärkte sig snabbt som kapten på krigsfartyg.
I strider mot den turkiska flottan 1822–24 skördade hans stridskrafter stora framgångar, bl. a. i slaget vid Nauplia i september 1822. I juni 1824 hade emellertid den turkiska flottan lyckats besätta hans hemö Psara och fördriva befolkningen. Kanaris fortsatte att attackera turkarna fram till slaget vid Navarino utanför Pylos i oktober 1827, då den turkisk-egyptiska flottan besegrades av de kombinerade sjöstridskrafterna från Storbritannien, Frankrike och Ryssland.
Efter krigsslutet och Greklands självständighet blev Kanaris officer i den nya grekiska flottan där han avancerade till amiral.

### Politisk karriär
Kanaris var en av de få som fick personligt förtroende av Ioannis Kapodistrias, som var den förste statschefen i det oberoende Grekland. Han var minister i olika regeringar och sedan statsminister i den provisoriska regering i flera omgångar.
År 1862 var han en av de få krigsveteraner som deltog i den oblodiga revolution som avsatte kung Otto I i Grekland och satte prins William av Danmark på den grekiska tronen som kung Georg I av Grekland. Under Georg I, tjänstgjorde han som en premiärminister i tre olika perioder.
För att hedra Kanaris har fem fartyg i den grekiska marinen fått bära hans namn:
- Kanaris, en patrullbåt sjösatt år 1835.
- Kanaris, en jagare sjösatt år 1835.
- Kanaris (L-53), en Hunt-klass jagare, tidigare HMS Hatherleigh, överförd från den brittiska flottan och sjösatt år 1942.
- Kanaris (D-212), en Gearing-klass jagare, tidigare USS Stickell (DD-888), överförd från den amerikanska flottan och sjösatt år 1972.
- Kanaris (F-464), en Elli-klass fregatt, tidigare HNLMS Jan van Brakel (F-825), köpt från Nederländerna och sjösatt år 2002.

## Ordnar och utmärkelser

### Grekiska ordnar
- Frälsarens orden (Kungariket Grekland): Storkors, 1864.

### Utländska ordnar
- Guelferorden (Kungariket Hannover): Storkors.
- Dannebrogorden (Konungariket Danmark): Storkors.